# 上野寺 (福島市)
上野寺（かみのでら）は、福島県福島市の大字である。郵便番号は960-8076。

## 地理
福島市西部の吾妻地域に属し、地区内中部に位置する。北で町庭坂、下野寺（西部）と、北から東にかけて笹木野と、南で須川をはさみ仁井田、桜本と、西で天戸川、大堀川を挟み二子塚とそれぞれ隣接する。概ね市町村制施行以前の旧上野寺村域を範囲とする。福島盆地西部の扇状地に位置し、水田や果樹園が広がり、幹線道路沿いなどに集落が点在し民家などが建ち並ぶ。上町に所在する福島警察署及び当地に所在する福島消防署西出張所がそれぞれ管轄にあたる。

### 河川
- 須川
  - 天戸川
    - 大堀川

### 主な字
- 赤沢
- 赤沢前
- 荒古屋
- 稲荷
- 梅田
- 江下
- 大原
- 大林
- 大堀
- 街道西
- 街道東
- 上堰添
- 上林
- 上平場
- 北荒古屋
- 北浦
- 北ノ内
- 北原
- 十三仏
- 佐々江

- 寄合水
- 杉ノ下
- 新田
- 下釜
- 下平場
- 沢目
- 土吹
- 清水田
- 堰下
- 辻内
- 竹ノ内
- 舘
- 舘ノ下
- 舘東
- 辻
- 堤
- 西原
- 七ツ石
- 二枚橋
- 沼田

- 中畑
- 堀ノ内
- 日照田
- 橋本
- 原
- 東
- 道下
- 道上
- 祭田
- 前田
- 淀内
- 弥八
- 和田
- 和田前
- 和喜

## 歴史
- 1889年（明治22年）4月1日 - 町村制の施行により信夫郡野田村が発足。旧上野寺村域は野田村の大字となる。
- 1956年（昭和31年）9月30日 - 野田村が合併により吾妻村となり、吾妻村の大字となる。（1962年（昭和37年）11月1日に町制施行し吾妻町となる。）
- 1968年（昭和43年）10月1日 - 吾妻町が福島市に編入され、福島市の大字となる。

## 世帯数と人口
2022年（令和4年）6月30日現在の世帯数と人口は以下の通りである。
| 大字   | 世帯数  | 人口  |
| ------ | ------- | ----- |
| 上野寺 | 354世帯 | 839人 |

## 小・中学校の学区
市立小・中学校に通う場合、学区は以下の通りとなる。
| 番地 | 小学校             | 中学校             |
| ---- | ------------------ | ------------------ |
| 全域 | 福島市立野田小学校 | 福島市立野田中学校 |

## 交通

### 鉄道
域内に鉄道施設は存在しない。

### 道路
- 東北自動車道
  - 吾妻パーキングエリア
  - 福島須川橋（須川）
- 福島県道70号福島吾妻裏磐梯線
  - 二子塚橋（天戸川）
- 福島市道17号鳥川大笹生線
  - 舘ノ下橋（須川）
- 福島市道23号仁井田笹谷線
- 福島市道70605号南町佐倉下線（旧国道115号）

### バス
福島交通路線バス
- （福島駅・大原綜合病院方面） - 舘ノ内 - 上野寺 - 大林寺前 - 吾妻学習センター分館 - （上姥堂・高湯温泉方面）
  - 上姥堂
  - 高湯温泉

## 施設
- 福島消防署西出張所
- 福島市吾妻学習センター分館
- さゆりこども園
- 天戸川桜の里公園
- 勢至観音
- 武隈稲荷神社
- 天台宗 大林寺